# Filozofska fakulteta v Nišu
Filozofska fakulteta (izvirno srbsko Филозофски факултет у Нишу), s sedežem v Nišu, je fakulteta, ki je članica Univerze v Nišu.